# Пустильнік Ізольд Бенціонович
Ізольд Бенціонович Пустильнік (17 березня 1938 року, Одеса — 2 травня 2008, Тарту) — радянський астроном, доктор фізико-математичних наук.

## Біографія
Народився в Одесі. Його батько, Бенціон Пустильнік, загинув на фронті, сім'я була в евакуації в Каракалпакії. Закінчив школу в Одесі зі срібною медаллю.
Закінчив фізико-математичний факультет Одеського університету (1960), з 1962 року в аспірантурі ІАФА АН ЕССР. Захистив кандидатську дисертацію в 1968 році в Тартуському університеті, докторську в 1994 році в СПбДУ. З 1965 року працював в Тартуській обсерваторії.
Його роботи пов'язані з вивченням теорії зоряних атмосфер, міжзоряного середовища, античної астрономії та історії астрономії. Відома його книга про естонського астронома Е. Ю. Епіка, написана в співавторстві з В. Бронштеном.
Редактор Центрально-Європейського журналу фізики (Central European Journal of Physics), віце-президент громадської організації Euroscience Eesti. Член редакційної колегії журналу «Астро» (видання Міжнародного астрономічного товариства). Працював також екскурсоводом Тартуської обсерваторії.
Член Міжнародного астрономічного союзу, Європейського астрономічного товариства, Товариства «Європейська астрономія в культурі», член правління Євроазіатського астрономічного товариства.
На честь Ізольда Пустильніка названий відкритий в 1984 році астероїд.

## Книги
- Перенесення випромінювання в атмосферах тісних подвійних зірок. Тарту, 1971[5].
- Астрономічна спадщина древніх естів та її відображення у фольклорі та мистецтві. Астрономія древніх товариств. М. : Наука, 2002[6].
- Бронштэн В. А., Пустыльник И., Б.Эрнст Юлиус Эпик (1893—1985), відповід. ред. А. І. Єремеєва, вид. М., Наука, 2002 р.